# Scogli Forani
Gli scogli Forani sono un gruppo di scogli del mar di Sardegna situati nella Sardegna settentrionale, prospicienti la località Peruledda.

Appartengono amministrativamente al comune di Castelsardo.